# Pink Tights
Pink Tights es una película de comedia romántica muda estadounidense de 1920 dirigida por B. Reeves Eason y protagonizada por Gladys Walton. Fue producida y realizada por Universal Film Manufacturing Company.
Una copia de la película está conservada por el Instituto de Cine Danés.

## Reparto
- Gladys Walton como Mazie Darton
- Jack Perrin como Rev. Jonathan Meek
- Dave Winter como Jerry McKeen
- Stanton Heck como Bullato
- Rosa Gore como Mrs. Shamfeller
- Dan Crimmins como Smiley Dodd
- Dorothea Wolbert como Mrs. Bump
- B. Reeves Eason, Jr. como Johnny Bump
- Martin Neilan como Willie Shamfeller